# 서울인헌초등학교
서울인헌초등학교(서울仁憲初等學校)는 대한민국 서울특별시 관악구에 있는 공립 초등학교이다.

## 학교 연혁
- 1980년 4월 2일 서울인헌초등학교 개교
- 2004년 10월 22일 인헌가족 정보화센터 및 생태 자연학습원 준공
- 2005년 8월 20일 각 교실 냉난방 공사 준공, 도서실 활성화 리모델링 완료
- 2006년 9월 15일 과학실 현대화 리모델링 완공
- 2007년 8월 28일 보건실 현대화 및 교과실 정비
- 2007년 10월 1일 다목적교실 및 교사휴게실 정비, 화장실 온수기 설치
- 2008년 10월 1일 제2과학실 현대화 공사
- 2011년 3월 1일 제9대 정일섭 교장 부임
- 2015년 2월 13일 제35회 졸업식(222명)(총 15589명)
- 2016년 2월 16일 제36회 졸업식(241명)(총 15829명)
- 2016년 3월 1일 제10대 박란순 교장 부임
- 2017년 2월 17일 제37회 졸업식(204명)(총 16033명)

## 참고 자료
- 서울인헌초등학교 - 한국교육학술정보원 학교알리미